# 보석

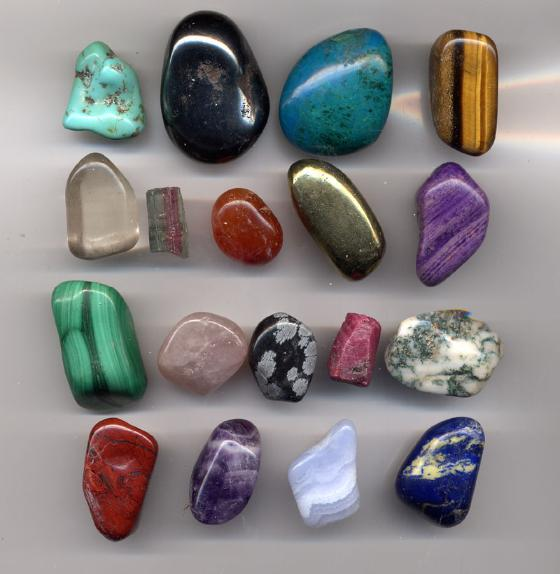
각종 보석

보석(寶石, gemstone)은 아름다운 빛깔과 광택이 있어 장식품이 되는 광물 및 가공품을 말한다. 보석을 이용해 만든 장신구를 보석 장신구(jewelry)라고 칭한다. 편의상 생물인 산호나 진주도 포함된다. 최근에는 인공으로 보석을 합성하는 기술이 발달하여 합성보석·인조보석도 시판되고 있다. 보석으로서 갖추어야 할 조건은 빛깔이나 광택이 아름다워야 하며, 물리적 견고성이 있어야 하고, 산출량은 적어야 한다. 이러한 조건을 완전히 갖춘 것을 보석이라 하고, 완전하지 않은 것을 장식석이라고 한다.
전 세계적으로 발견되는 유색 보석(다이아몬드 이외의 산업) 산업은 현재 약 100억~120억 달러 규모로 추산된다.
보석류 외에도 고대부터 새겨진 보석과 컵과 같은 경석 조각품은 주요 고급 예술 형태였다. 보석 전문가는 보석학자(gemologist)이고, 보석 제작자는 래피다리스트(lapidarist) 또는 보석세공자(gemcutter)라고 불린다. 다이아몬드 커터를 디아망테르(diamantaire)라고 한다.

## 특성 및 분류
고대 그리스까지 거슬러 올라가는 서양의 전통적인 분류는 귀중품과 준귀중품을 구별하는 것에서 시작된다. 다른 문화권에서도 비슷한 구별이 이루어진다. 현대에 사용되는 보석은 에메랄드, 루비, 사파이어, 다이아몬드이며, 다른 모든 보석은 준보석이다. 이러한 구별은 고대 각 돌의 희귀성과 품질을 반영한다. 무색 다이아몬드를 제외하고 모든 돌은 가장 순수한 형태에서 반투명하고 고운 색상을 띠고 있으며 매우 단단하며 경도는 모스 경도 8~10이다. 다른 돌은 색상, 반투명도, 경도에 따라 분류된다. 전통적인 구별이 반드시 현대적인 가치를 반영하는 것은 아니다. 예를 들어, 가넷은 상대적으로 저렴하지만 차보라이트라고 불리는 녹색 가넷은 중간 품질의 에메랄드보다 훨씬 더 가치가 있을 수 있다. 미술사와 고고학에서 사용되는 준보석에 대한 또 다른 전통적인 용어는 경석(hardstone)이다. 상업적 맥락에서 '귀중' 및 '준보석'이라는 용어를 사용하는 것은 실제 시장 가치에 반영되지 않은 경우 특정 돌이 다른 돌보다 더 가치가 있다고 암시한다는 점에서 오해의 소지가 있다.
현대에는 보석학 분야에 특정한 기술 용어를 사용하여 보석과 그 특성을 설명하는 보석학자들이 보석을 식별한다. 보석학자가 보석을 식별하기 위해 사용하는 첫 번째 특징은 화학적 구성이다. 예를 들어, 다이아몬드는 탄소(C)와 산화알루미늄(Al2O3)의 루비로 만들어진다. 많은 보석은 입방정, 삼각정 또는 단사정계와 같은 결정 체계에 따라 분류되는 결정이다. 사용되는 또 다른 용어는 보석이 일반적으로 발견되는 형태인 습관이다. 예를 들어, 입방체 결정 시스템을 갖는 다이아몬드는 종종 팔면체로 발견된다.
보석은 다양한 그룹, 종, 품종으로 분류된다. 예를 들어, 루비는 커런덤 종의 빨간색 변종인 반면, 다른 색상의 커런덤은 사파이어로 간주된다. 다른 예로는 에메랄드(녹색), 아쿠아마린(파란색), 레드 베릴(빨간색), 고세나이트(무색), 헬리오도르(노란색), 모거나이트(분홍색)가 있으며, 이들은 모두 베릴 광물종의 변종이다.
보석은 굴절률, 분산도, 비중, 경도, 벽개, 균열 및 광택 측면에서 특징이 있다. 다색성 또는 이중 굴절을 나타낼 수 있다. 그들은 발광과 독특한 흡수 스펙트럼을 가질 수 있다.
돌 내부의 재료나 결함이 내포물로 존재할 수 있다.
보석은 "워터"(water)라는 측면에서 분류될 수도 있다. 이는 보석의 광택, 투명성 또는 "광채"에 대해 인정되는 등급이다. 매우 투명한 보석은 퍼스트 워터(first water, 최우량질을 의미)로 간주되는 반면, "세컨드 워터", "서드 워터" 보석은 투명도가 낮은 보석으로 간주된다.

## 가치
보석에는 보편적으로 인정되는 등급 시스템이 없다. 다이아몬드는 1950년대 초 미국보석협회(GIA)에서 개발한 시스템을 사용하여 등급을 매긴다. 역사적으로 모든 보석은 육안으로 등급이 매겨졌다. GIA 시스템에는 선명도 등급의 표준으로 10배 배율 도입이라는 주요 혁신이 포함되었다. 다른 보석은 여전히 육안으로 등급이 매겨진다(시력이 20/20이라고 가정).
다이아몬드 등급을 매기는 데 사용되는 요소를 설명하는 데 도움이 되도록 "4개 C"(색상, 컷, 투명도, 캐럿)라는 기억 장치가 도입되었다. 수정하면 이러한 카테고리는 모든 보석의 등급을 이해하는 데 유용할 수 있다. 네 가지 기준은 유색 보석에 적용되는지, 무색 다이아몬드에 적용되는지에 따라 서로 다른 가중치를 갖는다. 다이아몬드의 경우 컷이 가치를 결정하는 주요 요소이며 그 다음으로 투명도와 색상이 따르다. 이상적인 컷 다이아몬드는 빛을 구성하는 무지개색으로 분해(분산)되고, 밝은 작은 조각으로 잘려져(섬광), 눈에 전달(광채)하기 위해 빛을 발한다. 거친 결정 형태의 다이아몬드는 이러한 일을 전혀 수행하지 않는다. 적절한 제작이 필요하며 이를 "컷"이라고 한다. 유색 다이아몬드를 포함하여 색상이 있는 보석에서는 해당 색상의 순도와 아름다움이 품질을 결정하는 주요 요소이다.
유색석을 가치있게 만드는 물리적 특성으로는 색상, 어느 정도의 선명도(에메랄드는 항상 많은 내포물이 있음), 컷, 색상 조닝(보석 내 색상의 고르지 못한 분포)과 같은 원석 내 특이한 광학 현상 및 아스테리아(별 효과). 예를 들어, 고대 그리스인들은 아스테리아 원석을 강력한 사랑의 부적으로 여겼고, 트로이의 헬렌은 별 커런덤을 착용했다고 추정된다.
다이아몬드, 루비, 사파이어, 에메랄드 외에도 진주(엄격히 말하면 보석이 아님)와 오팔도 귀중한 것으로 간주되었다. 19세기 브라질에서 대량의 자수정이 발견되기 전까지 자수정은 고대 그리스까지 거슬러 올라가 "보석"으로 간주되었다. 지난 세기에도 아쿠아마린, 페리도트, 고양이 눈(사이모판)과 같은 특정 돌은 인기가 있었고 따라서 귀중한 것으로 간주되었다.
오늘날 보석 거래에서는 더 이상 그러한 구별을 두지 않는다. 디자이너의 브랜드명, 패션 트렌드, 시장 공급, 처리 등에 따라 가장 비싼 보석에도 많은 보석이 사용된다. 그럼에도 불구하고 다이아몬드, 루비, 사파이어, 에메랄드는 여전히 다른 보석을 능가하는 명성을 누리고 있다.
희귀하거나 특이한 보석은 일반적으로 보석 품질에서 매우 드물게 발생하여 감정가 외에는 거의 알려지지 않은 보석을 포함하는 것으로 이해되며 홍주석, 액시나이트, 석석, 클리노후마이트 및 적주석을 포함한다.
보석 가격과 가치는 보석 품질의 요소와 특성에 따라 결정된다. 이러한 특성에는 선명도, 희소성, 결함 없음, 원석의 아름다움 및 해당 원석에 대한 수요가 포함된다. 유색 보석과 다이아몬드 모두 가격 책정에 영향을 미치는 요인이 다르다. 유색석의 가격은 시장 공급과 수요에 따라 결정되지만 다이아몬드는 더 복잡하다. 다이아몬드 가치는 위치, 시간, 다이아몬드 공급업체의 평가에 따라 달라질 수 있다.
에너지 의학 지지자들은 치유력을 근거로 보석의 가치를 높이 평가한다.

## 절단 및 연마
몇 가지 보석은 크리스탈이나 발견된 다른 형태의 보석으로 사용된다. 그러나 대부분은 보석으로 사용하기 위해 절단 및 광택 처리된다. 두 가지 주요 분류는 캐보숑이라고 불리는 매끄러운 돔 모양의 돌로 절단된 돌과 패싯이라고 불리는 작은 평면 창을 일정한 간격으로 정확한 각도로 연마하여 패싯 기계로 절단한 돌이다.
단백석, 청록색, 바리사이트 등과 같이 불투명하거나 반투명한 돌은 일반적으로 캐보션으로 절단된다. 이 보석은 오팔이나 스타 사파이어처럼 돌의 색상이나 표면 특성을 보여주기 위해 디자인되었다. 그라인딩 휠과 연마제는 돌의 부드러운 돔 모양을 갈고, 모양을 만들고, 광택을 내는 데 사용된다.
투명한 보석은 일반적으로 면처리를 통해 관찰자에게 반짝임으로 인식되는 반사광을 최대화하여 돌 내부의 광학적 특성을 가장 잘 보여주는 방법이다. 면처리된 돌에는 일반적으로 사용되는 모양이 많이 있다. 면은 보석의 광학적 특성에 따라 적절한 각도로 절단되어야 한다. 각도가 너무 가파르거나 너무 얕으면 빛이 통과하여 관찰자를 향해 다시 반사되지 않는다. 패싯 기계는 평평한 패싯을 절단하고 연마하기 위해 돌을 평평한 랩에 고정하는 데 사용된다. 드물게 일부 커터는 특수 곡선 랩을 사용하여 곡선 면을 절단하고 연마한다.

## 색상
모든 물질의 색상은 빛 자체의 특성에 따라 결정된다. 흔히 백색광이라고 불리는 일광은 스펙트럼의 모든 색상이 결합된 것이다. 빛이 물질에 닿으면 대부분의 빛이 흡수되고 특정 주파수 또는 파장의 적은 양이 반사된다. 반사된 부분이 인지된 색상으로 눈에 도달한다. 루비는 빨간색을 반사하면서 흰색 빛의 다른 모든 색상을 흡수하기 때문에 빨간색으로 보인다.
거의 동일한 재질이라도 다른 색상을 나타낼 수 있다. 예를 들어, 루비와 사파이어는 동일한 기본 화학 조성(둘 다 커런덤)을 갖지만 불순물로 인해 서로 다른 색상을 나타낸다. 동일한 이름의 보석이라도 다양한 색상으로 나타날 수 있다. 사파이어는 파란색과 분홍색의 다양한 색조를 나타내며 "팬시 사파이어"는 노란색에서 주황색-분홍색까지 다양한 색상을 나타낸다. 후자를 "파파라차 사파이어"라고 한다.
이러한 색상 차이는 돌의 원자 구조에 기초한다. 비록 서로 다른 돌들이 형식적으로는 동일한 화학적 조성과 구조를 갖고 있지만, 이것들이 완전히 동일하지는 않다. 때때로 원자는 완전히 다른 원자로 대체되며, 때로는 원자 100만개 중 1개 정도일 때도 있다. 이러한 소위 불순물은 특정 색상을 흡수하고 다른 색상에는 영향을 주지 않는 데 충분하다.
예를 들어 순수한 광물 형태에서는 무색인 베릴은 크롬 불순물로 인해 에메랄드가 된다. 크롬 대신 망간을 첨가하면 베릴은 분홍색 모거나이트가 된다. 철을 첨가하면 남옥이 된다.
일부 보석 처리에서는 이러한 불순물이 "조작"되어 보석의 색상이 변할 수 있다는 사실을 이용한다.

## 주요 보석
- 다이아몬드, 금강석 : 4월의 탄생석이다.

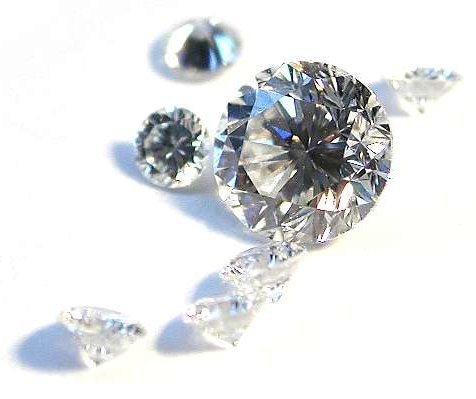
다이아몬드

- 단백석, 오팔 : 10월의 탄생석이다.

- 루비, 홍옥 : 7월의 탄생석이다.

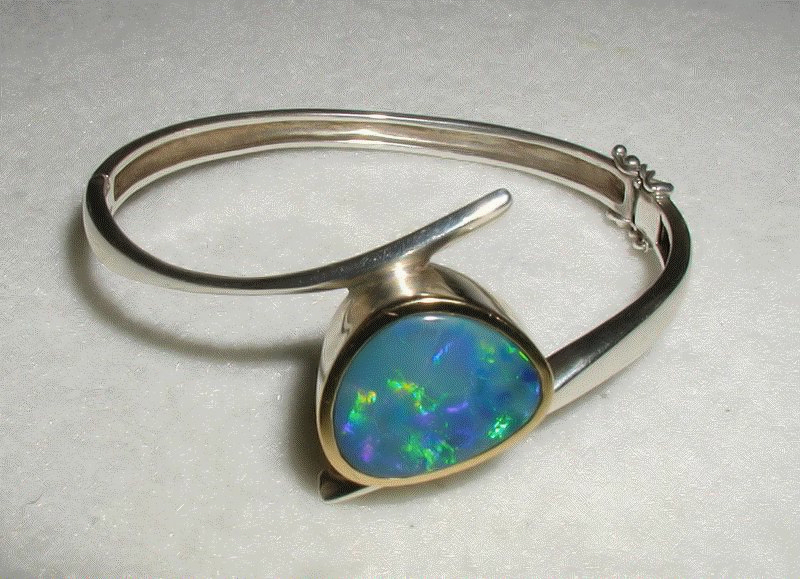
오팔 팔찌

- 사파이어, 청옥 : 9월의 탄생석이다.

- 스피넬, 첨정석

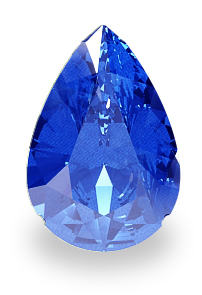
물방울 컷 블루 사파이어

- 아쿠아마린, 남주석, 남옥 : 3월의 탄생석이다.
- 에메랄드, 취옥 : 5월의 탄생석이다.
- 진주, 펄 : 진주 (眞珠/珍珠, Pearl)는 진주조개, 대합, 전복 등의 체내에 생기는 딱딱한 덩어리이다. 탄산칼슘이 주성분이며, 우아하고 아름다운 빛깔의 광택이 나는 보석의 일종이다. 진주는 6월의 탄생석이다.

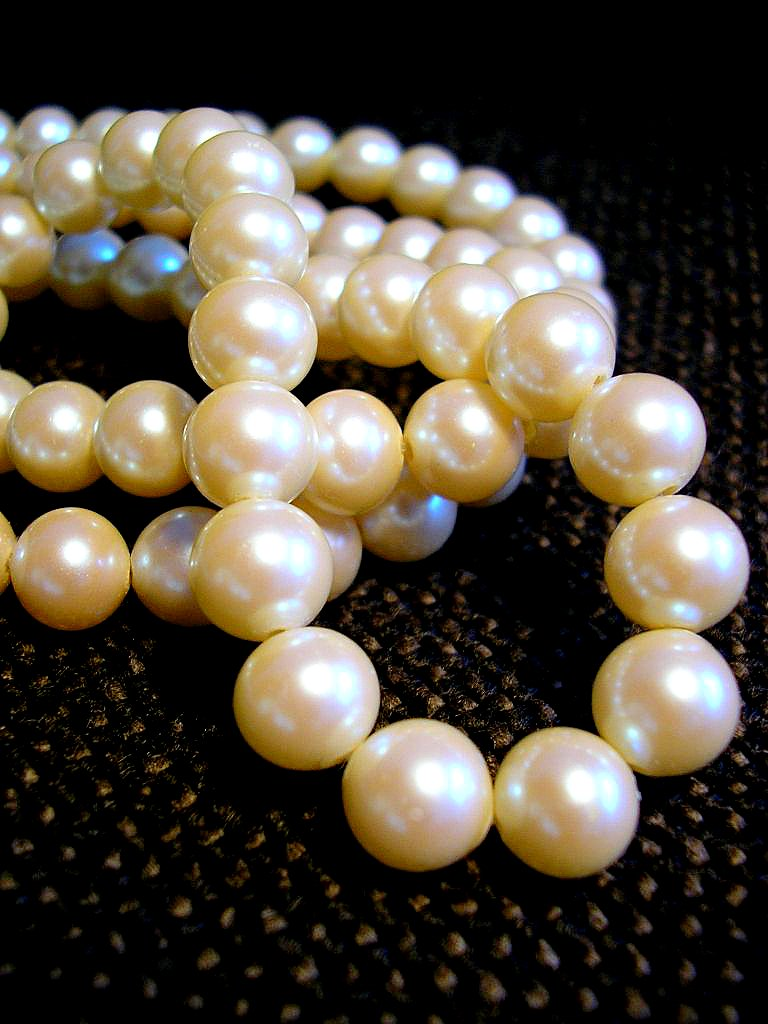
진주 목걸이

- 황옥, 토파즈 : 11월의 탄생석이다.
- 가넷 : 1월의 탄생석이다.
- 비취, 옥
- 페리도트, 감람석 : 8월의 탄생석이다.
- 자수정 : 2월의 탄생석이다.

## 대중문화
보석은 프랑스 싱어송라이터 놀웬 르루아(Nolwenn Leroy)의 2017년 앨범 《보석》(Gemme)와 동명의 노래에 영감을 주었다.

## 같이 보기
- 탄생석
- 다이아몬드
- 진주

1. ↑  “VIDÉO - Nolwenn Leroy lumineuse et enceinte dans le clip de "Gemme"”. 《RTL》 (프랑스어).